# سونورا (تگزاس)
سونورا، تگزاس(به انگلیسی: Sonora, Texas) شهری در ایالت تگزاس از ایالات جنوبی ایالات متحده آمریکا است. در سرشماری سال ۲۰۰۰، جمعیت این شهر ۳۰۰۸ نفر اعلام شد.